# J. D. Pardo
Jorge Daniel Pardo (Los Angeles, 7 de setembro de 1980), conhecido profissionalmente como J. D. Pardo, é um ator norte-americano. Ele é mais conhecido por interpretar Jack Toretto em F9 (2021), bem como o papel principal de Ezekiel "EZ" Reyes na série de televisão Mayans M.C. (2018–2023).

## Biografia
Pardo nasceu em Panorama City, Los Angeles, Califórnia, seu pai é da Argentina e sua mãe de El Salvador.

## Carreira
J. D. Pardo atualmente atua no papel principal como Ezekiel "EZ" Reyes na série da FX, Mayans M.C.
J. D. também interpretou "Nate"/Jason na série de ficção científica da NBC, Revolution, co-estrelada por Billy Burke. Anteriormente, ele era mais conhecido por seu papel como Edward Araujo Jr./Gwen Amber Rose Araujo no filme da Lifetime Network chamado A Girl Like Me: The Gwen Araujo Story. Pardo também teve papéis no Drive da FOX e no Hidden Palms da The CW. Ambas as séries foram canceladas após suas respectivas primeiras temporadas. Pardo interpretou o jovem Santiago no filme The Burning Plain (2008), estrelado por Jennifer Lawrence com Charlize Theron e Kim Basinger. JD interpretou o meio-vampiro Nahuel na segunda parte de Amanhecer, e um membro de um cartel de drogas em Snitch. Pardo também estrelou a série de televisão da The CW, The Messengers, que foi ao ar durante a temporada 2014-2015.

## Vida pessoal
Apesar de ter crescido em Los Angeles, onde há muitos seguidores dos Las Vegas Raiders (o time passou 13 temporadas em Los Angeles entre 60 temporadas na Califórnia), Pardo é um fã dos Kansas City Chiefs. Pardo é casado com Emily Frlekin. Eles compartilham uma filha e um filho.

## Filmografia

### Filmes
| Ano  | Filme                                     | Papel          | Notas          |
| ---- | ----------------------------------------- | -------------- | -------------- |
| 2004 | ¿Cuanto cuesta la admisión?               | Alexei         | Curta-metragem |
| 2004 | A Cinderella Story                        | Ryan           |                |
| 2005 | Havoc                                     | Todd Rosenberg |                |
| 2005 | Supercross                                | Chuy           |                |
| 2008 | The Burning Plain                         | Santiago Jovem |                |
| 2012 | The Twilight Saga: Breaking Dawn – Part 2 | Nahuel         |                |
| 2013 | Snitch                                    | Benicio        |                |
| 2021 | F9                                        | Jack Toretto   |                |

### Televisão
| Ano       | Título                                | Papel                          | Notas                             |
| --------- | ------------------------------------- | ------------------------------ | --------------------------------- |
| 2001      | Titans                                | Nick                           | 2 episódios                       |
| 2001      | My Wife and Kids                      | Menino #1                      | Episódio: "Perfect Dad"           |
| 2002      | One on One                            | Posse Member                   | Episódio: "Riley's New Guy"       |
| 2002      | Hope Ranch                            | Ernesto Mendoza                | Telefilme                         |
| 2004      | American Dreams                       | Pvt. Carlos Perez / Matt Perez | 11 episódios                      |
| 2004–2005 | Clubhouse                             | Jose Marquez                   | 10 episódios                      |
| 2005      | Veronica Mars                         | Rick                           | Episódio: "Clash of the Tritons"  |
| 2006      | CSI: Miami                            | Mario Pilar                    | Episódio: "Silencer"              |
| 2006      | The O.C.                              | Surfista/Cara tatuado          | 3 episódios                       |
| 2006      | Standoff                              | Vin Leon                       | Episódio: "Accidental Negotiator" |
| 2006      | A Girl Like Me: The Gwen Araujo Story | Eddie/Gwen Araujo              | Telefilme                         |
| 2007      | Hidden Palms                          | Eddie Nolan                    | 4 episódios                       |
| 2007      | Drive                                 | Sean Salazar                   | Minissérie; 6 episódios           |
| 2010      | 90210                                 | Dax                            | 2 episódios                       |
| 2010      | Alvo Humano                           | Brody Rivera                   | 1 episódio                        |
| 2011      | CSI: NY                               | Bobby Renton                   | 1 episódio                        |
| 2012–2014 | Revolution                            | "Nate Walker" / Jason Neville  | Elenco principal; 32 episódios    |
| 2014      | Stalker                               | Oscar Ramirez                  | 6 episódios                       |
| 2015      | The Messengers                        | Raul Garcia                    | Elenco principal                  |
| 2015      | Blood & Oil                           | Dr. Alex White                 | 2 episódios                       |
| 2015-2016 | East Los High                         | Jesus                          | 18 episódios                      |
| 2016      | Rush Hour                             | Caçador                        | Episódio: "Badass Cop"            |
| 2018–2023 | Mayans M.C.                           | Ezekiel "EZ" Reyes             | Protagonista                      |
| 2018      | S.W.A.T                               | Carlos                         | Episódio: "Fences"                |

## Prêmios e indicações
2007: Indicado ao Imagen Awards de Melhor Ator - Televisão por: A Girl Like Me: The Gwen Araujo Story (2006) (TV)